# Jan Pieter van Baurscheidt de Oudere
Jan Pieter van Baurscheidt de Oudere (ook: van Baurscheit) (Wormersdorf, 8 december 1669 - Antwerpen, 10 mei 1728) was een Zuid-Nederlands beeldhouwer en architect.

## Levensloop
Van Baurscheidt werd geboren in Wormersdorf, gelegen in het hertogdom Gulik, als achtste kind van Mathias von Baurscheidt, die schepen en burgemeester was van het dorp, en zijn tweede vrouw Gertrud Balckx. Hij kreeg een opleiding als timmerman en kwam op jonge leeftijd naar Antwerpen. In 1691 ging hij in de leer bij beeldhouwer Pieter Scheemaeckers. Nadat hij beslist had om zich definitief in de stad te vestigen werd Van Baurscheidt in 1694 als meester ingeschreven in de Antwerpse Sint-Lucasgilde.
In 1695 huwde Van Baurscheidt met Catharina Boets, een dochter van een schilderijenhandelaar. Haar broers waren beiden kunstschilder. Uit het huwelijk werden drie kinderen geboren, twee dochters en een zoon Jan Pieter van Baurscheidt de Jonge die vooral naam maakte als architect. Zijn vrouw stierf echter kort na de geboorte van zijn zoon. Van Baurscheidt hertrouwde in 1704 met Isabella de Coninck die hem nog drie kinderen schonk.
Van Baurscheidt wist zich als buitenlander snel te integreren in de stad en het kunstenaarsmilieu. In 1709 werd hij benoemd tot waardijn van de Munt van Brabant. Omstreeks 1715 verkreeg hij de titel beeldhouwer en architect van de koning.
Van Baurscheidt stierf in 1728 in het Reuzenhuys dat in die tijd in het bezit was van de Mechelse commanderij van Pitzemburg die deel uitmaakte van de Duitse Orde. Hij werd begraven in de Sint-Walburgiskerk.

## Werken

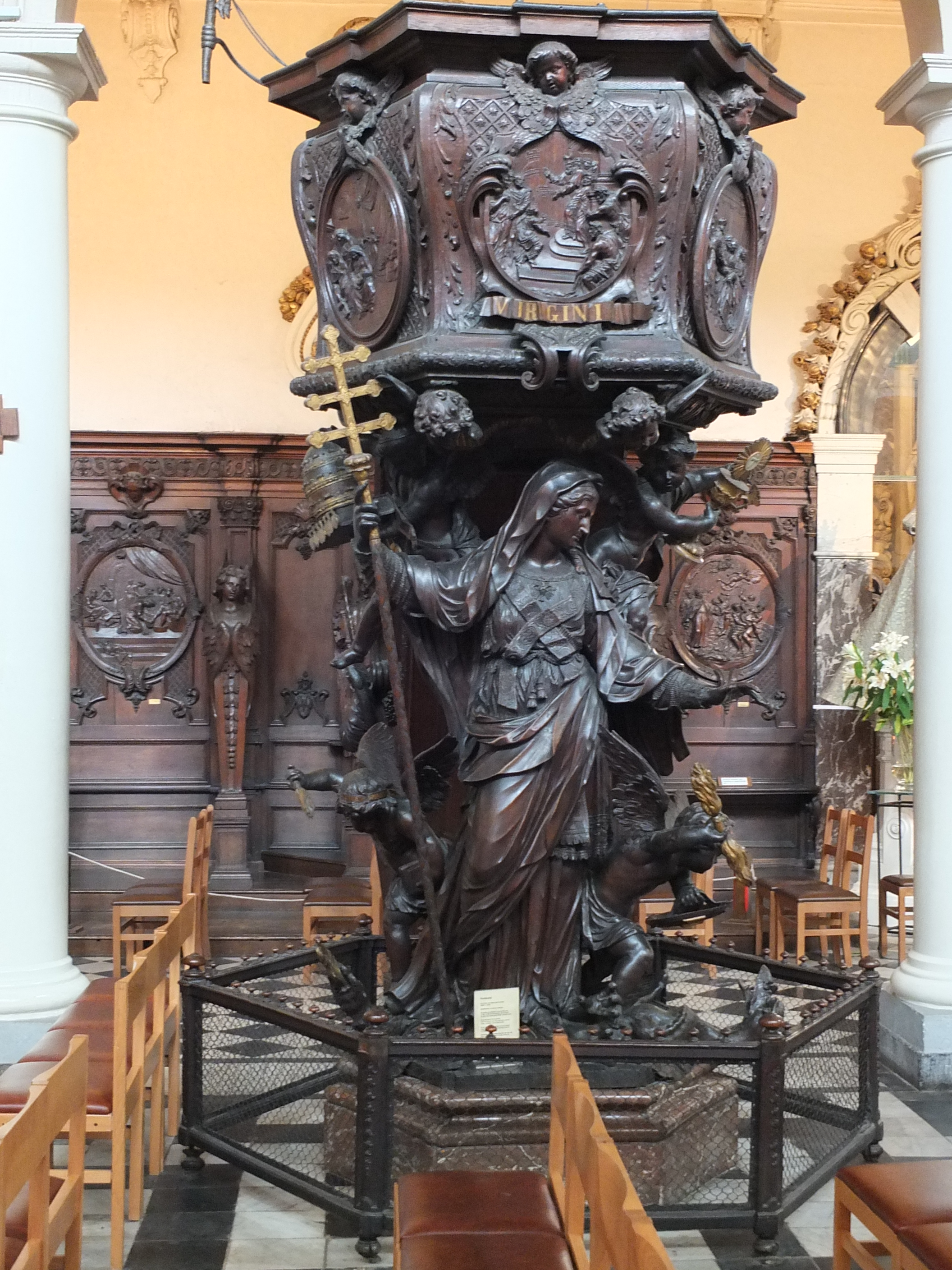
De preekstoel in de Sint-Carolus Borromeuskerk, Antwerpen

Zijn werken kenmerken zich als overgang tussen late barok en classicisme. Zijn specialiteit was het ontwerpen van portretbusten, maar hij was zeer veelzijdig en ontwierp zelfs meubilair voor de Antwerpse Sint-Carolus Borromeuskerk nadat het interieur ervan door brand was verwoest. Een selectie van zijn werken:
- marmeren epitafen, voor de Antwerpse Sint-Pauluskerk (1700-1702)
- buste van koning Filips V van Spanje, momenteel in het Antwerpse Koninklijk Museum voor Schone Kunsten (1700-1701)
- Mater Afflicta Onze-Lieve-Vrouw van Smarten, Sint-Pauluskerk (Antwerpen) (1702)
- Petrus van Verona, Sint-Pauluskerk Antwerpen, (1700)
- Dominicus en Catharina, uit het boogveld van de monumentale poort van de Sint-Pauluskerk Antwerpen (Veemarkt)(1703)
- altaar van de Heilige Rozenkrans, in de Sint-Pauluskerk te Antwerpen (1728)
- zeven beelden voor de Calvarieberg (Antwerpen) (1708)
- portretbuste van bisschop Angelus d'Ongnies et d'Estrees, voor de Roermondse Sint-Christoffelkathedraal (1705)
- architecturaal ontwerp voor het hoofdaltaar van de Onze-Lieve-Vrouw van Goede Bijstandkerk in Brussel (1705)
- praalgraf van Peter Ferdinand Roose, heer van Bouchout in de Brusselse Sint-Goedelekerk (1706)
- epitaaf voor de Antwerpse Sint-Jacobskerk (1708)
- hoogaltaar van de Gentse Sint-Michielskerk (1717)
- ontwerp van een amfitheater bij de Blijde Intrede van keizer Karel VI (1717)
- architecturaal ontwerp voor de wederopbouw van het in 1718 door brand verwoeste interieur van de Antwerpse Carolus Borromeuskerk. Samen met Michiel van der Voort beeldhouwde hij tussen 1718 en 1721 acht biechtstoelen, de preekstoel, de orgelkast en de lambriseringen
- Obelisk van Oegstgeest (1723)
- praalgraf van François van Bredehoff, in de Grote kerk van Oosthuizen (1723)
- hoogaltaar in de Antwerpse Kartuizerskerk (1726)

Een aantal beelden bevinden zich in musea zoals de Koninklijke Musea voor Schone Kunsten van België in Brussel en het Victoria and Albert Museum in Londen.

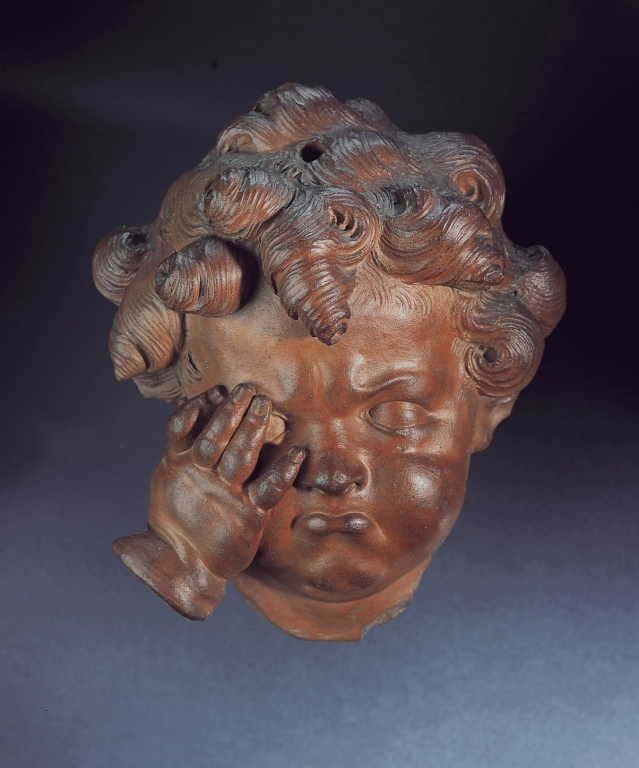
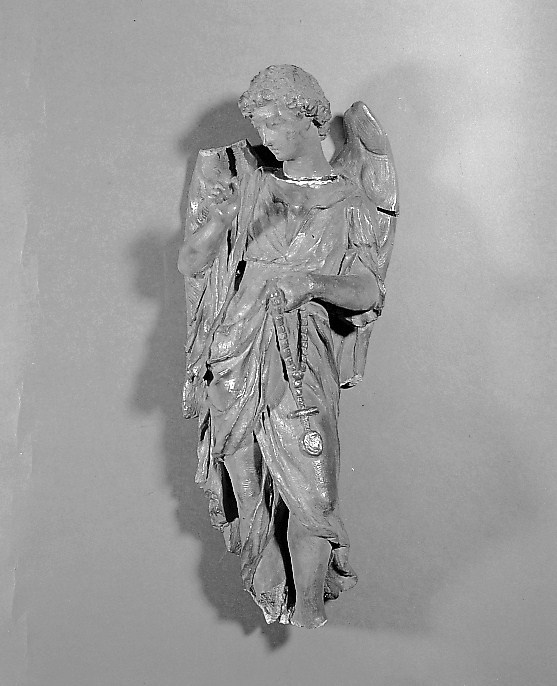
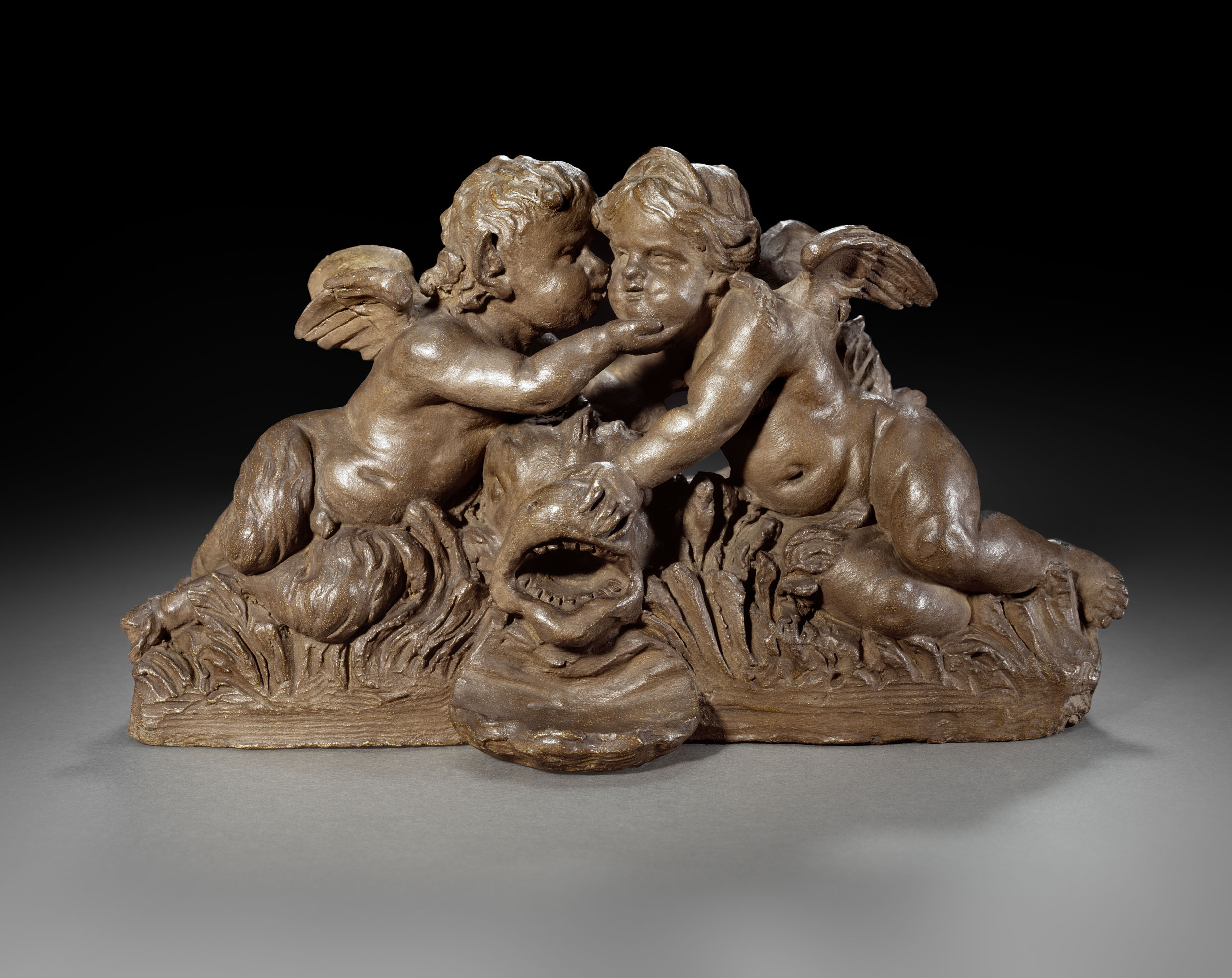
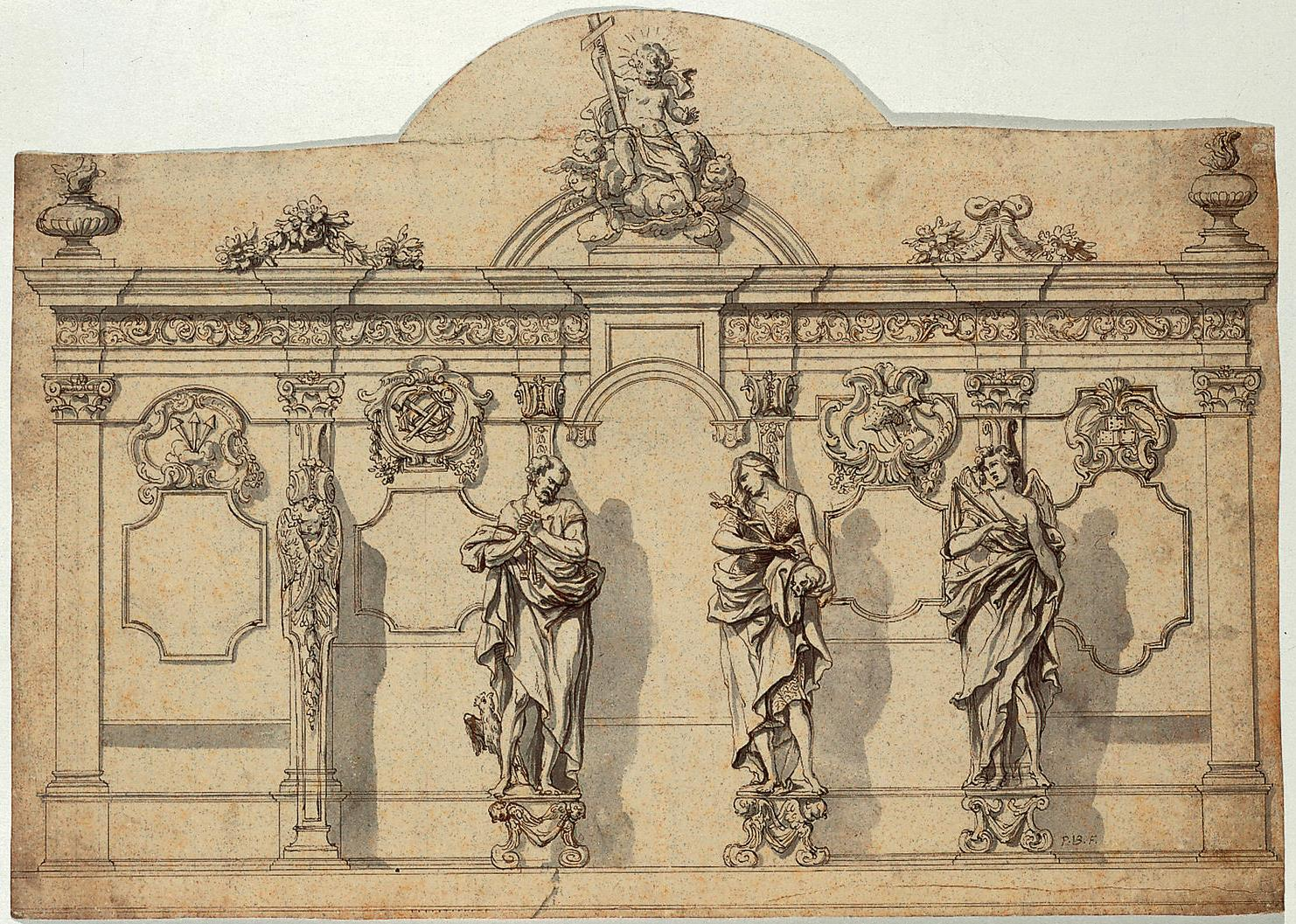
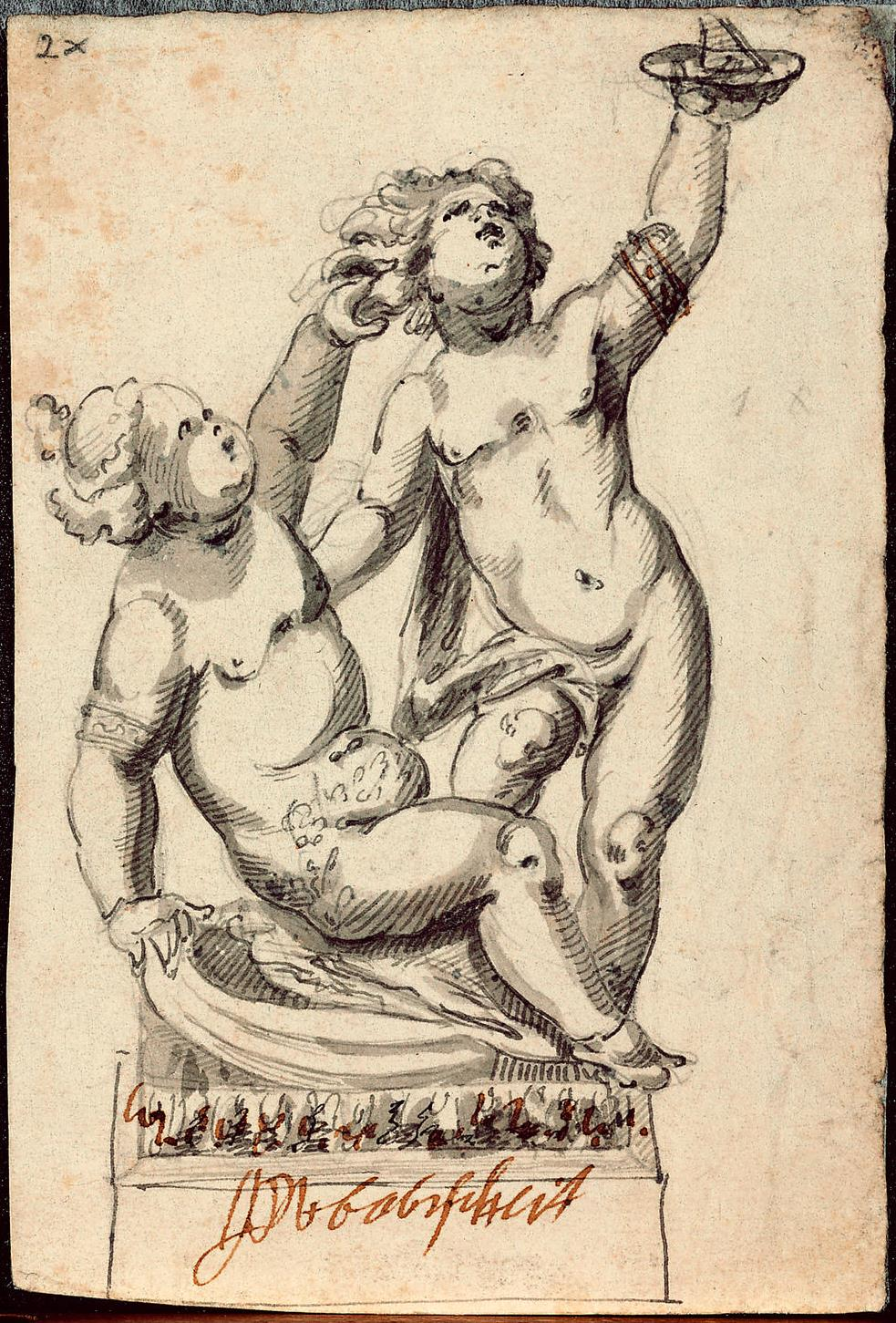
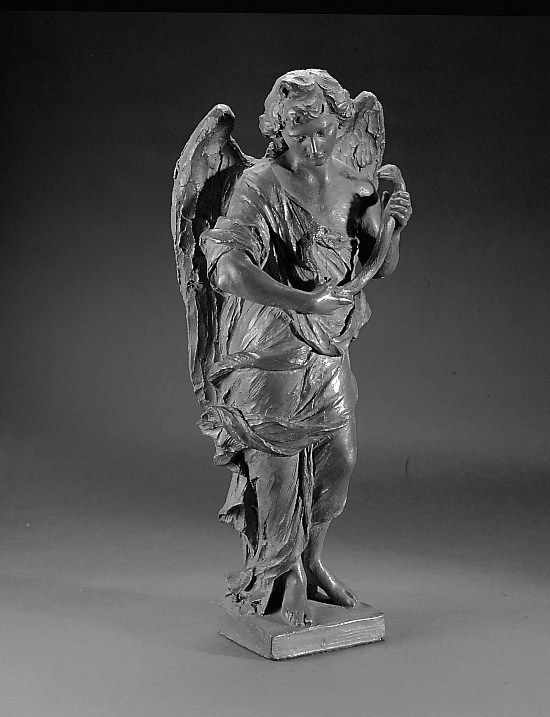
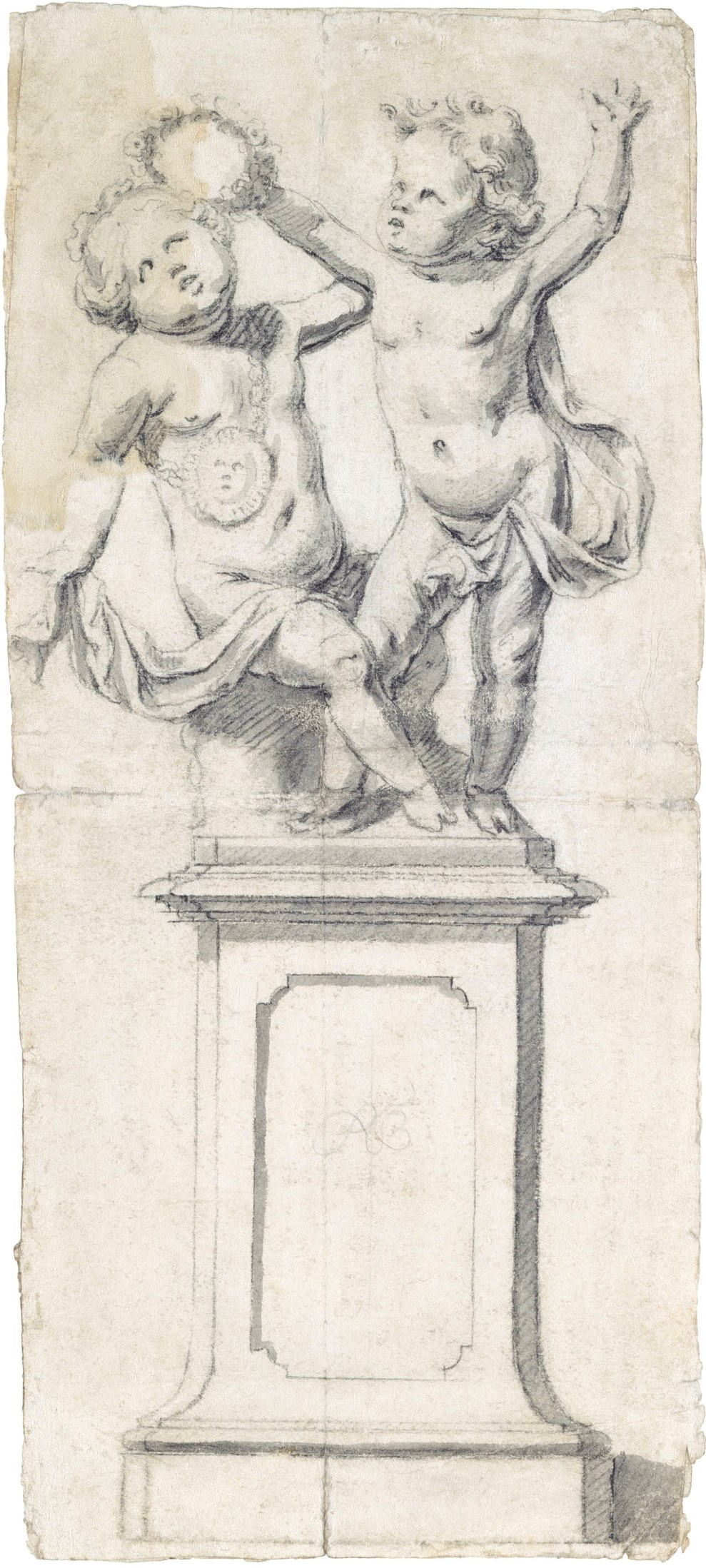